# Renault Kadjar

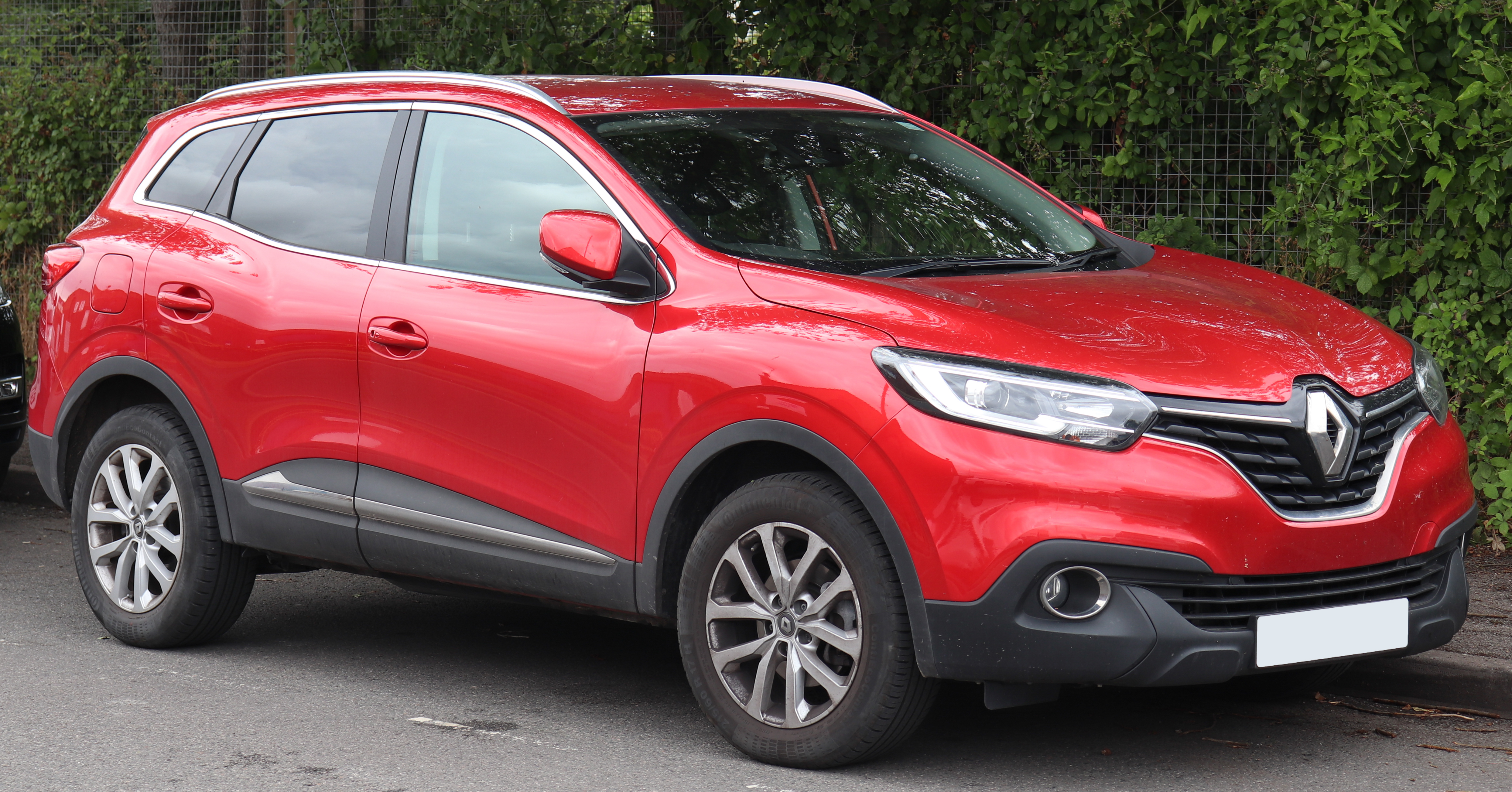
Renault Kadjar

Renault Kadjar je model crossoveru francouzské značky Renault v segmentu nižší střední třídy. Renault uvádí, že slovo Kadjar vzniklo spojením „Kad-“ a „-jar“, kde Kad je inspirováno francouzským slovem "quad" (česky čtyřkolka), zatímco jar odkazuje na francouzská slova „agile“ a „jaillir“, která znamenají agilitu a překvapivé objevení se odněkud. Vozidlo bylo vyráběno mezi lety 2015–2022.